# Laporje (gmina Slovenska Bistrica)
Laporje – wieś w Słowenii, w gminie Slovenska Bistrica. W 2018 roku liczyła 413 mieszkańców.